# Sophronica albopunctata
Sophronica albopunctata là một loài bọ cánh cứng trong họ Cerambycidae.